# Festung Schlosskopf
Die Festung Schlosskopf, früher Festung Schloßkopf, liegt in etwa 1250 m Höhe über der Burg Ehrenberg und dem Markt Reutte im Außerfern in Tirol. Burg und Festung bilden zusammen mit der zugehörigen Klause und dem  Fort Claudia (Hochschanz) eines der bedeutendsten Festungsensembles Mitteleuropas.

## Geschichte

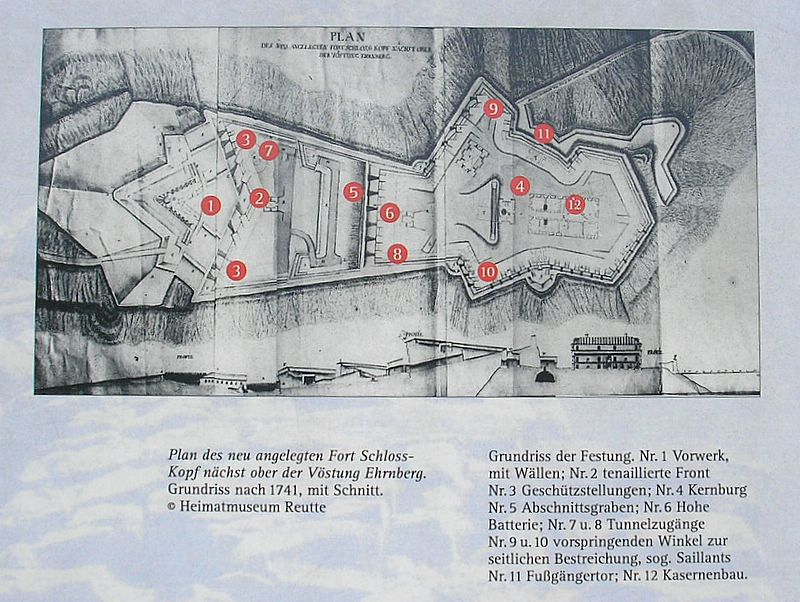
Festungsplan auf der Infotafel im Innenraum

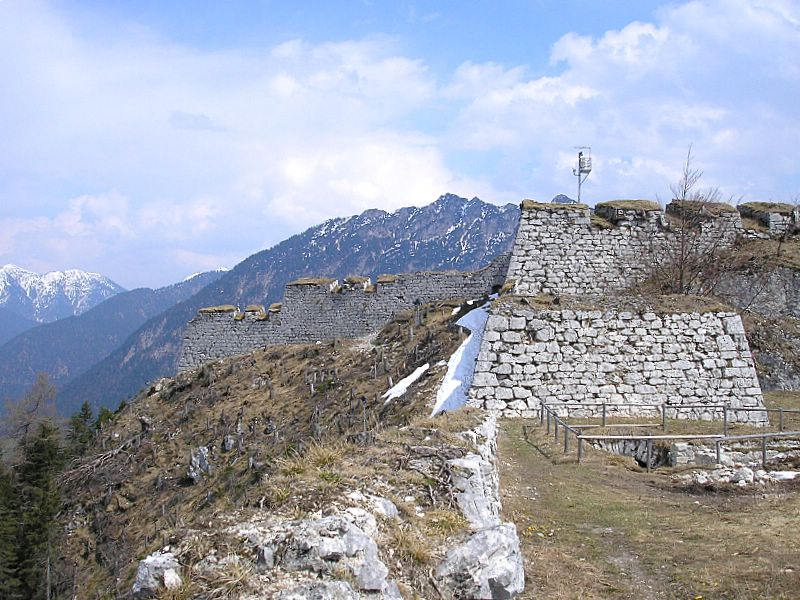
Die Nordseite vom Vorwerk

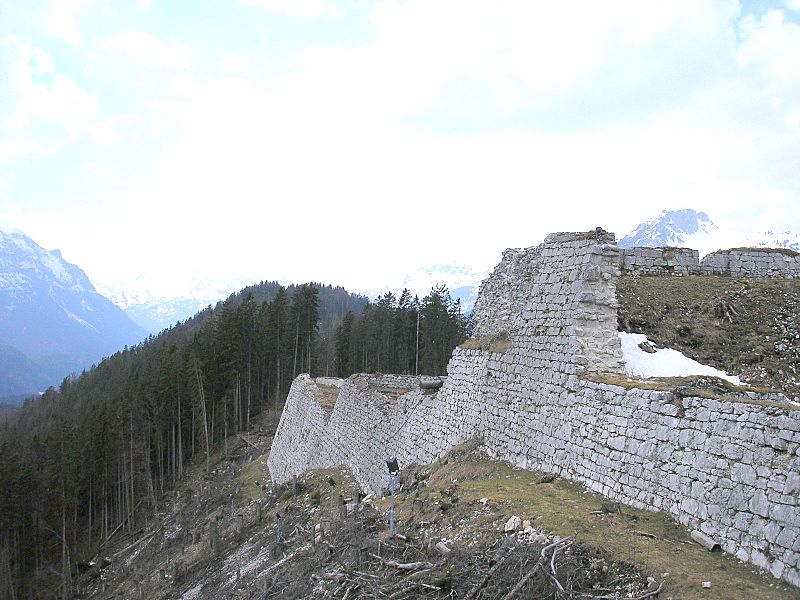
„Hohe Batterie“ und Vorwerk (Südseite)

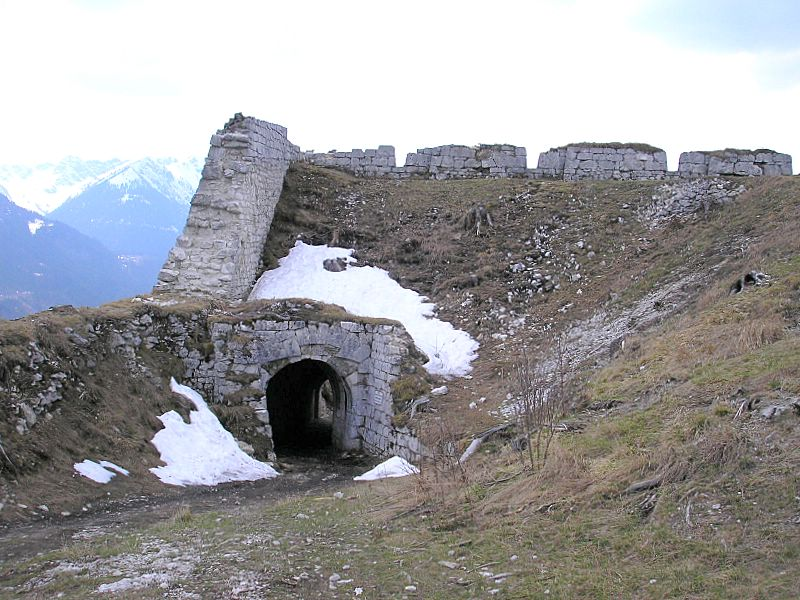
Der Tortunnel unter der „Hohen Batterie“

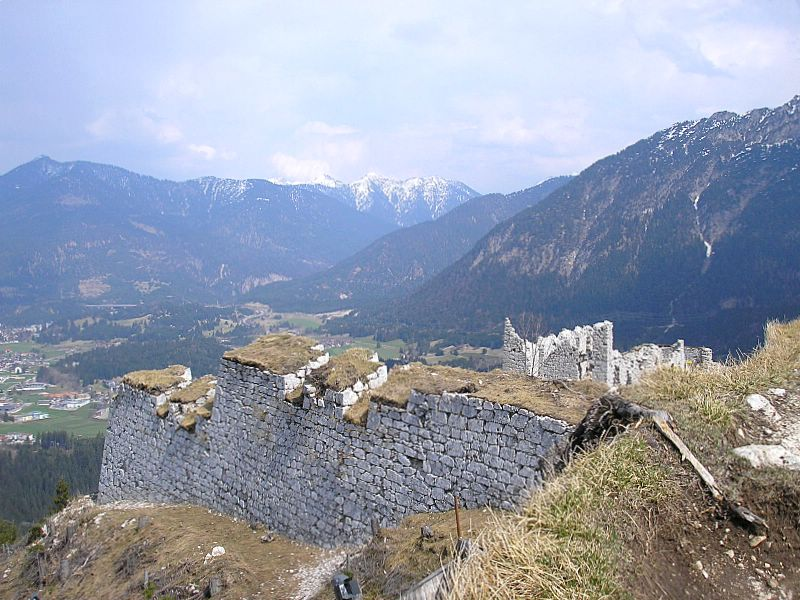
Nordseite mit Kaserne (rechts)

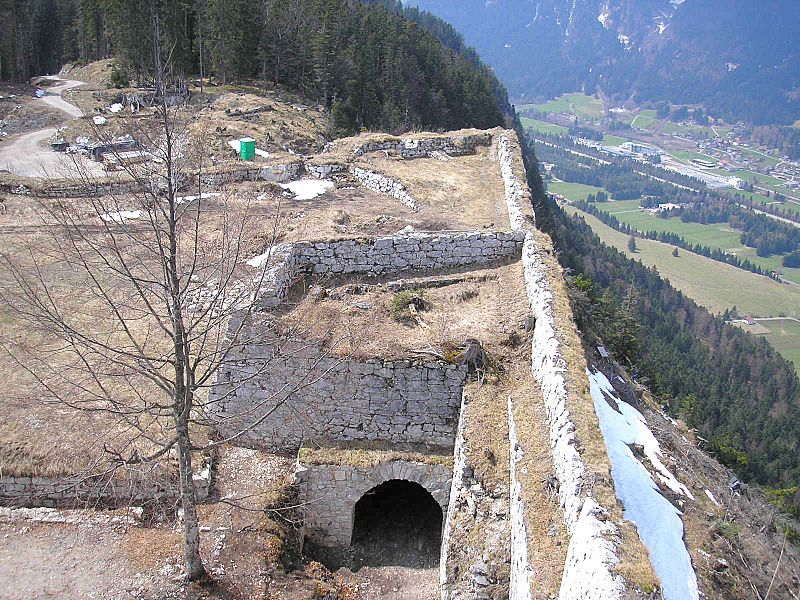
Vorwerk (Nordseite) mit dem Tunnel des Vortores

Der Schlossberg überragt die nahe Burg Ehrenberg um etwa 150 Meter. Die Burg konnte vom Bergplateau aus sturmreif geschossen werden, was auch tatsächlich 1703 geschah, als die Tiroler die Burg von den Bayern zurückeroberten, indem die Außerferner Bauern schweres Geschütz von Weißenbach aus kilometerweit den Bergrücken hinauf karrten und ihre eigene Burg angriffen.
Bereits 1645 plante der landesfürstliche Baumeister Elias Gumpp eine gemauerte Redoute auf dem Hornberg. Zusätzlich forderte Gumpp die Befestigung des „Schlossangers“ zwischen Burg und Hornberg durch ein Hornwerk. Die Planungen Gumpps wurden damals allerdings noch nicht realisiert.
Die strategische Notwendigkeit einer Festung auf dem Hornberg erwies sich allerdings bereits 1703 beim Einfall der Bayern (Spanischer Erbfolgekrieg). Nach der Beendigung der Kampfhandlungen errichtete man ein Wachhäuschen auf dem Berg, der durch Palisaden bewehrt wurde. 1726 begann der Ausbau zur Festung, der allerdings kurz darauf bereits wieder eingestellt werden musste.  1733 wurde der Festungsbau fortgesetzt und 1741 unter dem Festungskommandanten Johann Andre von Pach beendet. Die Baukosten sollen sich auf über drei Millionen Gulden belaufen haben, was angesichts der Größe der Festung und der komplizierten Baustellenlogistik durchaus realistisch erscheint.
Bereits 1782 wurden die Tiroler Festungen jedoch bis auf Kufstein aus militärischen und finanziellen Gründen aufgelassen. Der Schlosskopf musste sich also niemals militärisch bewähren.
Anschließend verkaufte die österreichische Regierung den Burg- und Festungskomplex Ehrenberg für 2.000 Gulden an zwei Bürger des Marktes Reutte. Diese räumten die Anlagen bis auf die Grundmauern aus und transportierten alles Verwertbare ab. Die Reste des gewaltigen Ensembles verfielen nahezu ungehindert, erst ab 1970 setzten ernsthaftere Bemühungen zum Erhalt der Burg Ehrenberg ein.
Der Schlosskopf blieb aber bis zum Jahr 2000 beinahe vollständig vergessen und war nur auf steilen, teilweise gefährlichen Bergpfaden erreichbar. Im Zuge des Ausbaues der Burgenregion Ostallgäu-Außerfern erkannten die Verantwortlichen jedoch den hohen architekturgeschichtlichen und auch touristischen Wert des Gesamtkomplexes. Der Festungsberg wurde vollständig freigeschlagen, erste Sanierungsmaßnahmen an den maroden Festungsmauern begannen.
Das Festungsgelände wurde nach der Sanierung zur „Schaufestung Schlosskopf“ umgestaltet (Eröffnung: Juli 2008). Das historische Ensemble wurde hierzu durch einige Aussichtsplattformen und Türme in Metallkonstruktion ergänzt. Ein Nachbau eines hölzernen Tretkranes ermöglicht den Besuchern, im Rahmen einer Führung selbst größere Steinblöcke zu bewegen.
Der Ausbau der Festung ist Teil des Planungskonzeptes der „Burgenwelten Ehrenberg“. Die bereits durchgeführten und noch geplanten Maßnahmen sind nicht unumstritten. 2014 wurde eine Hängebrücke fertiggestellt, welche die Burg Ehrenberg und das kleine Fort Claudia jenseits der Bundesstraße verbindet.

## Beschreibung
Der pfeilförmige Grundriss der Festung passt sich dem Geländeverlauf an. Die Anlage ist knapp 200 m lang und zwischen 40 und 70 m breit. Gegen das Hochplateau sichert die „Hohe Batterie“ die Anlage, der ein großes Vorwerk vorgelagert ist. Der Haupteingang führt als Tunnel durch die linke Front des tenaillierten (eingewinkelten) Vorwalles. Im vorderen Teil des Tortunnels ermöglichte ein „Karussell“ die gleichzeitige Durchfahrt zweier Fahrzeuge oder Geschütze. Neben dem Hauptgang wurden hierzu bogenförmig Seitenstollen angelegt. Hinter dem Vorwerk liegt die „Hohe Batterie“ erhöht auf einem Felsriff, den Torweg schützen zwei kleine Basteien an den Vorwerkflanken.
Das Kernwerk ist durch einen weiteren langen Tunnel zugänglich, der unter der „Hohen Batterie“ – dem Hauptwerk mit seinen Geschützstellungen –  hindurchführt. Von den Wallmauern der Hauptfestung fehlt heute ein großer Teil der Südostfront. Die Flanken des Kernwerkes springen winkelförmig aus, bilden also sogenannte „Saillants“, die die Seitenbestreichung ermöglichten. Von der Innenbebauung kündet hauptsächlich die lang gestreckte Ruine der Kaserne im Norden über dem Steilabfall.
Gleichzeitig mit der Festung entstanden das ruinöse Hornwerk am Schloßanger und die langen Verbindungsmauern zwischen dem Schlosskopf und der Burg Ehrenberg. Zusammen mit der Burg, der Klause und dem Fort Claudia bildet die Festung eines der bedeutendsten Festungsensembles des alpinen Raumes, das den Zugang zum Fernpass überwachte und sicherte.
Das gesamte Festungsareal wurde nach dem Jahr 2000 freigerodet, vorher war eine Orientierung auf dem dicht überwachsenen Gelände nahezu unmöglich. Die Sanierungsmaßnahmen auf dem Schlosskopf sind mit der Eröffnung der Schaufestung vorerst beendet.